# Phyllanthus longiramosus
Phyllanthus longiramosus är en emblikaväxtart som beskrevs av André Guillaumin. Phyllanthus longiramosus ingår i släktet Phyllanthus och familjen emblikaväxter. Inga underarter finns listade i Catalogue of Life.